# Грецький салат

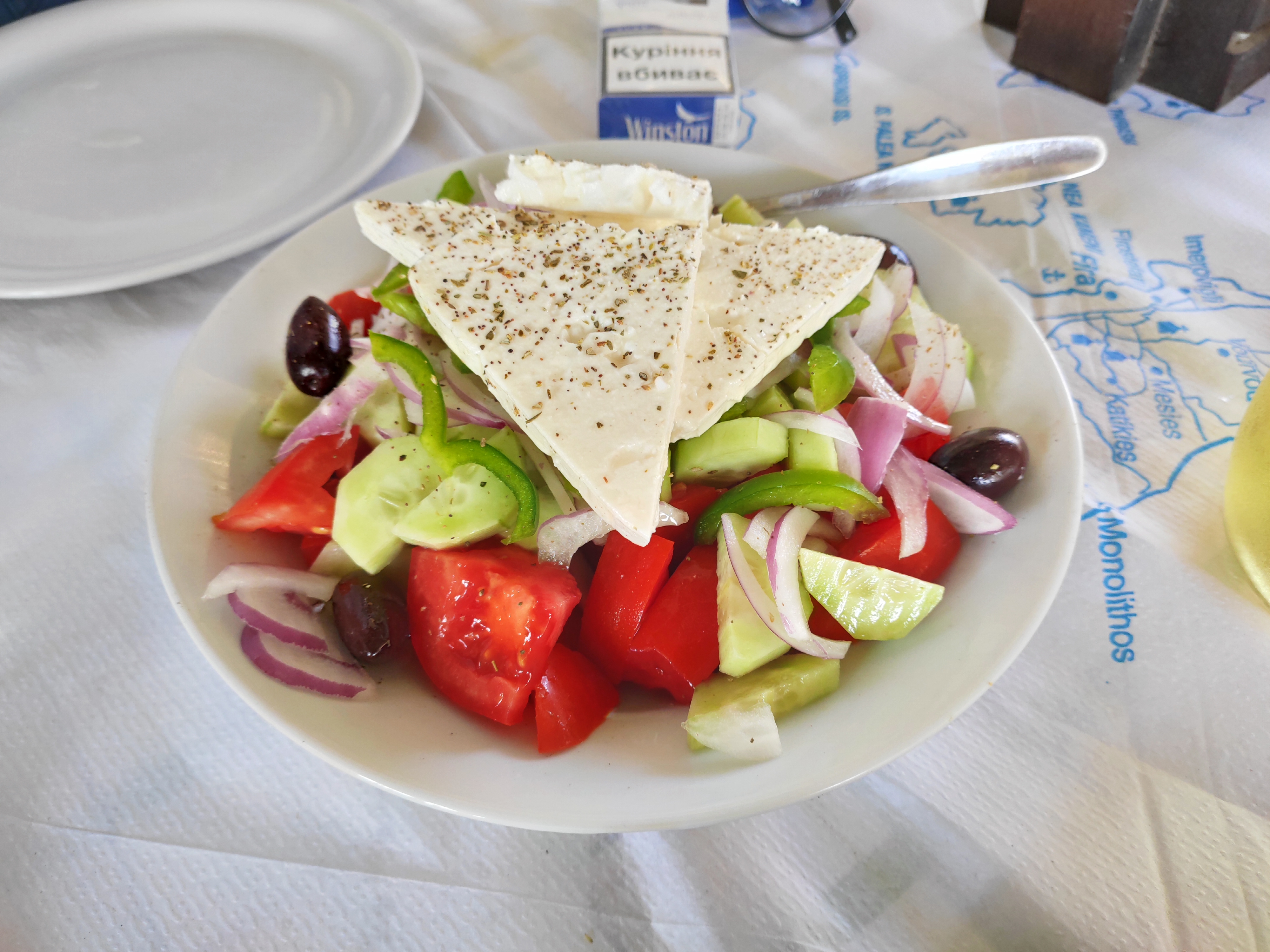

Гре́цький сала́т (грец. χωριάτικη σαλάτα, хоріатікі салата) — одна зі страв, що асоціюється із грецькою кухнею — традиційна страва грецьких селян. У перекладі з грецької назва салату перекладається саме як сільський салат.

## Спосіб приготування
У Греції салат готують у такий спосіб. Помідори нарізують симетричними клиноподібними шматочками. Огірки спочатку очищують і нарізують шматочками товщиною 3–6 мм. Цибулю і солодкий перець ріжуть на тонкі скибочки (кільця або напівкільця) від 2–3 мм, їх викладають у салат обов'язково після томатів і огірків. Нарешті, додають фету, нарізану кубиками розміром від 2 до 6 см, і каперси. У Греції оливки в грецький салат не додають. Заправляють салат оливковою олією, сіллю та орегано.
Салат не перемішують перед подачею на стіл. Подають грецький салат звичайно у глибокій мисці.